# NGC 1613
NGC 1613 is een spiraalvormig sterrenstelsel in het sterrenbeeld Eridanus. Het hemelobject werd op 21 december 1881 ontdekt door de Franse astronoom Édouard Jean-Marie Stephan.

## Synoniemen
- PGC 15518
- MCG -1-12-31
- NPM1G -04.0201